# BMW 2-serie
De BMW 2-serie is een compacte middenklasse auto, geproduceerd door de Duitse autoproducent BMW. De auto is verwant aan de 1-serie, en wordt sinds 2013 geproduceerd. De BMW 2-serie wordt als coupé, cabriolet, MPV en sedan verkocht.

## Coupé en cabriolet

### Eerste generatie
De eerste generatie werd eind 2013 voorgesteld als opvolger van de BMW 1-serie Coupé. De coupé-versie kreeg de codenaam F22 en de cabriolet-versie F23.
Beide modellen gingen vanaf 2014 in productie en worden geassembleerd in de BMW Leipzig-fabriek.

#### Technisch
De 2-serie deelt zijn aandrijflijn en techniek met de 1-serie. Zo is de F22/F23 beschikbaar met achter- of als vierwielaandrijving/xDrive. De instapversie is de 218i, aangedreven door een 1,5-liter driecilinderturbomotor van 135 pk. Een stap hoger is de 220i met een viercilinder 180 pk. Daarna volgt de 228i met 240 pk en als laatste is de sterkste 230i met 250 pk.
Er zijn drie dieselmotoren beschikbaar: de 218d, de 220d en 225d, allemaal met een viercilindermotor met turbotechniek. Laatstgenoemde heeft een dubbele turbo en produceert 215 pk en 450 Nm. In 2015 steeg het vermogen naar 220 pk.

#### M2

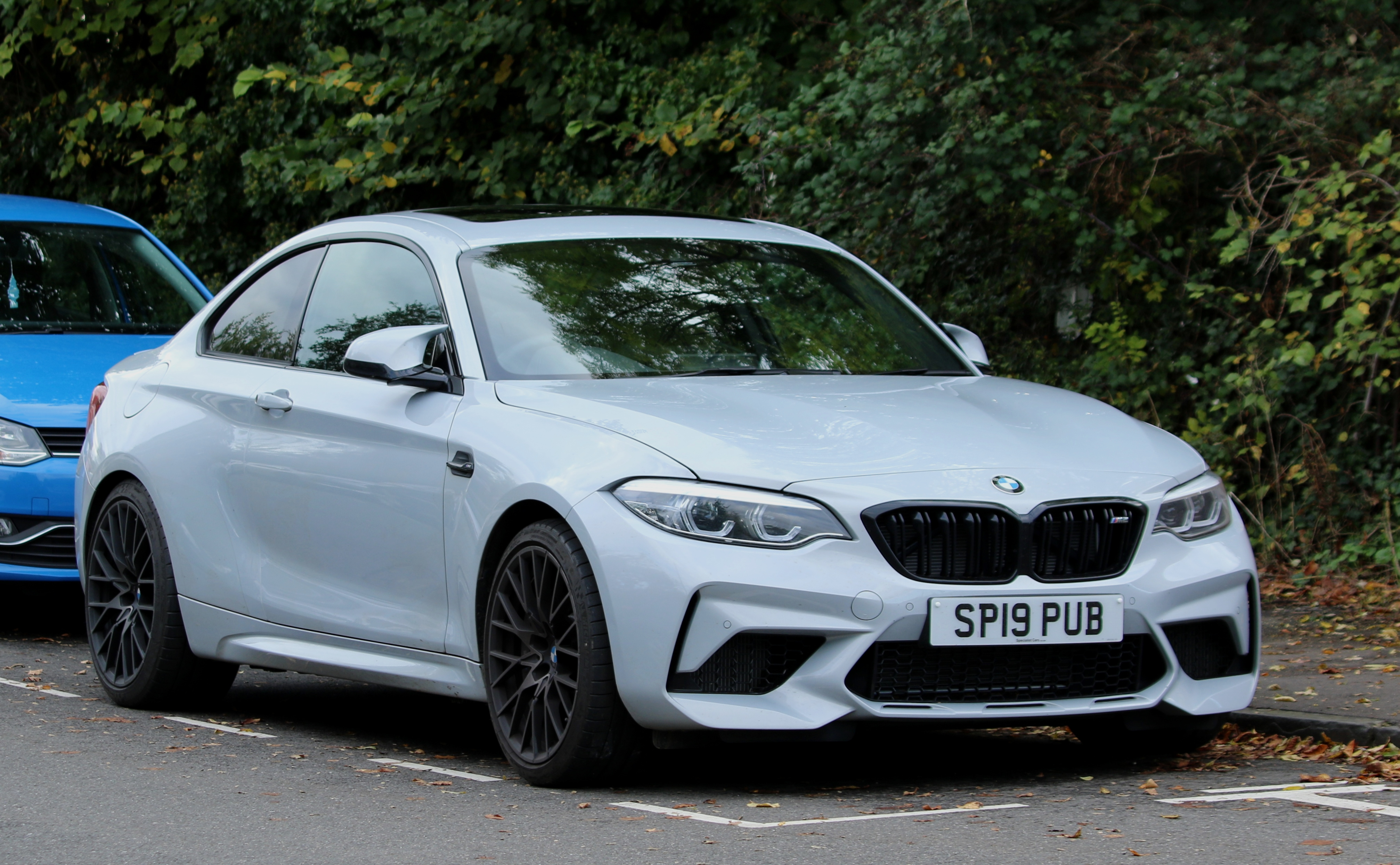
BMW M2

In 2015 bracht BMW de M2 uit, een auto die onder meer concurreert met de Audi TT RS. De M2 wordt aangedreven door een zescilinder-turbomotor van 365 pk en 465 Nm. Hiermee accelereert de M2 van 0 tot 100 km/u in 4,3 seconden en bereikt een begrensde topsnelheid van 250 km/u. Het leeggewicht is 1500 kg.
Daarnaast zijn ook de Competition en CS verschenen. De Competition heeft een vermogen van 405 pk en 550 Nm, terwijl de CS over 45 pk extra beschikt - hoewel die even veel koppel heeft als de Competition.

#### Motoren
| Benzine        | Benzine   | Benzine  | Benzine | Benzine         | Benzine | Benzine    | Benzine     | Benzine      |
| Naam           | Motor     | Vermogen | Koppel  | Aandrijving     | Gewicht | 0–100 km/u | Topsnelheid | Jaartal      |
| -------------- | --------- | -------- | ------- | --------------- | ------- | ---------- | ----------- | ------------ |
| 218i           | 3-in-lijn | 135 pk   | 220 Nm  | achter          | 1340 kg | 8,9 s      | 216 km/u    | 2015 - heden |
| 220i           | 4-in-lijn | 180 pk   | 270 Nm  | achter          | 1400 kg | 7,0 s      | 238 km/u    | 2014 - heden |
| 228i           | 4-in-lijn | 240 pk   | 350 Nm  | achter          | 1430 kg | 5,7 s      | 247 km/u    | 2014 - 2016  |
| 230i           | 4-in-lijn | 250 pk   | 350 Nm  | achter          | 1450 kg | 5,6 s      | 250 km/u    | 2016 - 2019  |
| M235i          | 6-in-lijn | 320 pk   | 450 Nm  | achter          | 1530 kg | 4,8 s      | 250 km/u    | 2014 - 2016  |
| M240i          | 6-in-lijn | 335 pk   | 500 Nm  | achter / xDrive | 1530 kg | 4,4 s      | 250 km/u    | 2016 - heden |
| M2             | 6-in-lijn | 365 pk   | 465 Nm  | achter          | 1500 kg | 4,3 s      | 250 km/u    | 2015 - 2018  |
| M2 Competition | 6-in-lijn | 405 pk   | 550 Nm  | achter          | 1600 kg | 4,2 s      | 250 km/u    | 2018 - heden |
| M2 CS          | 6-in-lijn | 450 pk   | 550 Nm  | achter          | 1600 kg | 4,0 s      | 250 km/u    | 2020 - heden |

| Diesel | Diesel    | Diesel   | Diesel | Diesel      | Diesel  | Diesel     | Diesel      | Diesel       |
| Naam   | Motor     | Vermogen | Koppel | Aandrijving | Gewicht | 0–100 km/u | Topsnelheid | Jaartal      |
| ------ | --------- | -------- | ------ | ----------- | ------- | ---------- | ----------- | ------------ |
| 218d   | 4-in-lijn | 140 pk   | 320 Nm | achter      | 1400 kg | 8,2 s      | 221 km/u    | 2014 - heden |
| 220d   | 4-in-lijn | 180 pk   | 400 Nm | achter      | 1480 kg | 7,1 s      | 238 km/u    | 2014 - heden |
| 225d   | 4-in-lijn | 220 pk   | 450 Nm | achter      | 1500 kg | 6,2 s      | 243 km/u    | 2014 - heden |

### Tweede generatie
In 2021 werd de tweede generatie van de BMW 2-serie coupé voorgesteld. De wagen kreeg de codenaam G42. In tegenstelling tot de eerste generatie bestaat er geen cabriolet-versie.
De wagen deelt zijn onderstel met de BMW 4-serie. Qua motorisatie komt er een 220i, aangedreven door een 2,0-liter 4-in-lijn turbomotor van 184 pk, een 230i met een 3,0-liter 6-in-lijn turbomotor van 245 pk en een 220d met een 2,0-liter 4-in-lijn turbodieselmotor van 190 pk. Het topmodel wordt de M240i xDrive met een 3,0-liter 6-in-lijn turbomotor van 374 pk. Alle motoren zijn gekoppeld aan een 8-traps automatische versnellingsbak.
De eerste exemplaren worden pas in 2022 in Europa verwacht.

## Sedan
In 2019 werd de sedanversie geïntroduceerd. Deze wordt geleverd onder de naam Gran Coupé. Hiermee richt BMW de pijlen op de sedanversies van de Audi A3 en Mercedes-Benz A-Klasse, aangezien de BMW 1-serie in Europa niet als 4-deurs sedan geleverd wordt. De Gran Coupé kreeg de codenaam F44.

#### Technisch
De 2-serie Gran Coupé is beschikbaar met voor- of vierwielaandrijving/xDrive zoals de derde generatie BMW 1-serie. Er zijn vier benzinemotoren beschikbaar en slechts één dieselmotor - die nu allemaal voldoen aan de nieuwe emissienormen. De vermogens variëren van 140 pk tot 300 pk. De M235i is uitgerust met de sterkste motor. De M235i accelereert vanaf stilstand tot 100 km/u in 4,9 seconden en bereikt een top van 250 km/u. Deze is standaard uitgerust met vierwielaandrijving.

#### Motoren
| Benzine | Benzine   | Benzine  | Benzine | Benzine     | Benzine | Benzine    | Benzine     | Benzine      |
| Naam    | Motor     | Vermogen | Koppel  | Aandrijving | Gewicht | 0–100 km/u | Topsnelheid | Jaartal      |
| ------- | --------- | -------- | ------- | ----------- | ------- | ---------- | ----------- | ------------ |
| 218i    | 3-in-lijn | 135 pk   | 220 Nm  | voor        | 1350 kg | 8,7 s      | 216 km/u    | 2019 - heden |
| 220i    | 4-in-lijn | 180 pk   | 280 Nm  | voor        | 1420 kg | 7,6 s      | 238 km/u    | 2020 - heden |
| 228i    | 4-in-lijn | 240 pk   | 350 Nm  | xDrive      | 1450 kg | 6,0 s      | 250 km/u    | 2019 - heden |
| M235i   | 4-in-lijn | 306      | 450 Nm  | xDrive      | 1500 kg | 4,9 s      | 250 km/u    | 2019 - heden |

| Diesel | Diesel    | Diesel   | Diesel | Diesel      | Diesel  | Diesel     | Diesel      | Diesel       |
| Naam   | Motor     | Vermogen | Koppel | Aandrijving | Gewicht | 0–100 km/u | Topsnelheid | Jaartal      |
| ------ | --------- | -------- | ------ | ----------- | ------- | ---------- | ----------- | ------------ |
| 220d   | 4-in-lijn | 190 pk   | 400 Nm | voor        | 1550 kg | 7,5 s      | 224 km/u    | 2019 - heden |

## MPV

### Eerste generatie
Vanaf 2014 wordt er ook een 2-serie geproduceerd als MPV onder de naam Active Tourer. Die is de eerste in serie geproduceerde BMW met voorwielaandrijving. Hiermee richt BMW zijn vizier op de Mercedes-Benz B-Klasse. De auto heeft als codenaam F45.

#### Technisch
De F45 is zowel beschikbaar als voor- en vierwielaandrijving/xDrive. De basismotor is de 216i, uitgerust met een driecilinderturbomotor van 110 pk, tot het topmodel 225i, die over een viercilinderturbomotor van 230 pk beschikt. Daarnaast is er ook de 225xe, die vanaf 2015 te verkrijgen werd en een plug-inhybride is. Er zijn acht motoren beschikbaar, waarvan drie dieselmotoren.

#### Gran Tourer
De Gran Tourer is de zevenzitsversie van de Active Tourer. Deze is extra verlengd en verhoogd, maar niet verbreed. Ook is de Gran Tourer met dezelfde motoren beschikbaar. De auto heeft als codenaam F46.

#### Motoren
| Benzine | Benzine   | Benzine  | Benzine | Benzine       | Benzine     | Benzine      |
| Naam    | Motor     | Vermogen | Koppel  | Aandrijving   | Topsnelheid | Jaartal      |
| ------- | --------- | -------- | ------- | ------------- | ----------- | ------------ |
| 216i    | 3-in-lijn | 110 pk   | 190 Nm  | voor          | 191 km/u    | 2016 - heden |
| 218i    | 3-in-lijn | 135 pk   | 220 Nm  | voor          | 209 km/u    | 2014 - heden |
| 220i    | 4-in-lijn | 240 pk   | 350 Nm  | voor          | 226 km/u    | 2014 - heden |
| 225i    | 4-in-lijn | 230 pk   | 350 Nm  | voor / xDrive | 231 km/u    | 2014 - heden |
| 225xe   | 3-in-lijn | 224 pk   | 385 Nm  | voor          | 225 km/u    | 2015 - heden |

| Diesel | Diesel    | Diesel   | Diesel | Diesel      | Diesel      | Diesel       |
| Naam   | Motor     | Vermogen | Koppel | Aandrijving | Topsnelheid | Jaartal      |
| ------ | --------- | -------- | ------ | ----------- | ----------- | ------------ |
| 216d   | 3-in-lijn | 115 pk   | 270 Nm | voor        | 188 km/u    | 2014 - heden |
| 218d   | 4-in-lijn | 150 pk   | 350 Nm | voor        | 199 km/u    | 2014 - heden |
| 220d   | 4-in-lijn | 190 pk   | 400 Nm | voor        | 214 km/u    | 2014 - heden |

### Tweede generatie
De tweede generatie werd in  2021 voorgesteld. De versies met verbrandingsmotor kwamen in het voorjaar van 2022 op de markt, de PHEV-versies volgden in de zomer van dat jaar. De auto heeft als codenaam U06.

#### Technisch
Net als zijn voorganger is de U06 zowel beschikbaar als voor- en vierwielaandrijving/xDrive. De basismotor is de 216i, uitgerust met een driecilinderturbomotor van 122 pk, tot het topmodel 223i xDrive, die over een viercilinderturbomotor van 218 pk beschikt. De 220i- en 223i-modellen zijn mild hybrids, waarbij de benzinemotor bijgestaan wordt door een 48 volt elektromotor van 19 pk. Daarnaast zijn er ook nog twee plug-inhybride modellen: de 225e  xDrive en de 230e xDrive. Er zijn acht motoren beschikbaar, waarvan twee dieselmotoren.

#### Motoren
| Benzine     | Benzine   | Benzine  | Benzine | Benzine     | Benzine     | Benzine      |
| Naam        | Motor     | Vermogen | Koppel  | Aandrijving | Topsnelheid | Jaartal      |
| ----------- | --------- | -------- | ------- | ----------- | ----------- | ------------ |
| 216i        | 3-in-lijn | 122 pk   | 230 Nm  | voor        | 206 km/u    | 2023 - heden |
| 218i        | 3-in-lijn | 136 pk   | 230 Nm  | voor        | 214 km/u    | 2022 - heden |
| 220i        | 3-in-lijn | 170 pk   | 280 Nm  | voor        | 221 km/u    | 2022 - heden |
| 223i        | 4-in-lijn | 204 pk   | 320 Nm  | voor        | 241 km/u    | 2022 - heden |
| 223i xDrive | 4-in-lijn | 218 pk   | 360 Nm  | xDrive      | 238 km/u    | 2022 - heden |
| 225e xDrive | 3-in-lijn | 245 pk   | 477 Nm  | xDrive      | 195 km/u    | 2022 - heden |
| 230e xDrive | 3-in-lijn | 326 pk   | 477 Nm  | xDrive      | 205 km/u    | 2022 - heden |

| Diesel      | Diesel    | Diesel   | Diesel | Diesel      | Diesel      | Diesel       |
| Naam        | Motor     | Vermogen | Koppel | Aandrijving | Topsnelheid | Jaartal      |
| ----------- | --------- | -------- | ------ | ----------- | ----------- | ------------ |
| 218d        | 4-in-lijn | 150 pk   | 360 Nm | voor        | 220 km/u    | 2022 - heden |
| 223d xDrive | 4-in-lijn | 211 pk   | 400 Nm | xDrive      | 233 km/u    | 2023 - heden |